# Dimokratiko Kinoniko Kinima
Das Dimokratiko Koinoniko Kinima (griechisch Δημοκρατικό Κοινωνικό Κίνημα, deutsch: Demokratische Soziale Bewegung), kurz DIKKI (ΔΗΚΚΙ) oder DI.K.KI (ΔΗ.Κ.ΚΙ), ist eine griechische Partei der sozialistischen Linken und wurde 1995 als linke Abspaltung der PASOK gegründet.
Von 1999 bis 2004 hatte sie Mitglieder in der Fraktion der GUE-NGL im Europaparlament. 2007 schloss sie sich dem linken Wahlbündnis SYRIZA an.
Wichtigste programmatische Punkte der Partei sind:
- Umbau des maroden griechischen Systems der sozialen Sicherung, insbesondere der Rentenversicherung, mit mehr Leistungen für alle bei stärkeren Belastungen der oberen Einkommensschichten.
- Austritt aus EU und NATO

## Wahlergebnisse
Bei der Parlamentswahl 1996 konnte sie die 3-Prozent-Hürde erst- und letztmals überschreiten und erhielt neun Sitze. Die Partei ist in sich zerstritten und diskutierte nach dem schlechten Abschneiden bereits die Auflösung der Partei.
| Jahr                | Prozent % | Sitze | Stimmen |                    |
| ------------------- | --------- | ----- | ------- | ------------------ |
| Parlamentswahl 1996 | 4,44      | 9     | 300.954 | Dimitrios Tsovolas |
| Europawahl 1999     | 6,85      | 2     | 440.191 |                    |
| Parlamentswahl 2000 | 2,69      | -     | 184.586 |                    |
| Parlamentswahl 2004 | 1,79      | -     | 132.782 |                    |

Siehe auch: Politische Parteien in Griechenland

## Weblink
- Website der Partei